# Sorgenfri Kirke
Sorgenfri Kirke ligger i bydelen Sorgenfri på toppen af bakken i Hummeltoften, Virum, med udsigt ned over Lyngby Åmose og Lyngby sø. Kirken der blev indviet 1966 er bygget af gule mursten. Det femkantede kirkerum har gule murstensvægge. Døbefont og loftudsmykningen er ligeledes femkantet. Bygherren er Sorgenfri Menighedsråd. Kirken er tegnet af arkitekt Tyge Hvass, ingeniørarbejdet er udført af Jørgen Nielsen A/S.
Arkitektens vision var, at kirken skulle ligge som en stor, hvid bispehue, en mithra, på toppen af bakken med udsigt ned over Lyngby Åmose og Lyngby Sø. Men de indsamlede midler til byggeriet rakte ikke til at gøre denne del færdig. I dag har Sorgenfri menighed af både tekniske og økonomiske årsager skrinlagt planerne om at gøre Tyge Hvass vision færdig.
Arne Haugen Sørensens alterbillede fra 2005, med Jesus placeret i øverste højre hjørne giver plads til de 12 disciples reaktion på det, der skete den skæbnesvangre aften. Kirken er udsmykket med 7 mosaikvinduer som er lavet af kunstneren Jens Urup (1920-2010). Vinduerne er en kalender over højtiderne i gennem et kirkeår:
- 1 Advent: Varme og lyse farver fra 4 flammer. En for hver søndag i adventstiden.
- 2: Jul: Den store betlehemsstjerne midt på den blåsorte nattehimmel.
- 3: Faste: De 4 store figurer ned midt igennem vinduet minder os om de 4 gange 10 hverdage mellem faste og påske.
- 5: Pinse: I vinduet ses 12 flammer. En for hver af de 12 disciple.
- 6: Trinitatis: Festen i højsommeren for alt har været i vækst.
- 7: Allerhelgen: Motivet er en kirkegård men uden dødens sorte farve. Her grønt græs, gule blomster og lives 3 floder fra skabelsen.

Frobeniusorgelet er fra 1989 og har 40 stemmer heraf 4 transmissioner. Orglet har 3 manualer (hovedværk, svelleværk, rygpositiv) og pedal. Dispositionen er:
| HV: Quintatøn 16' Principal 8' Hulfløjte 8' Oktav 4' Gemshorn 4' Quint 2 2/3' Oktav 2' Terts 1 3/5' Mixtur VI Fagot 16' Trompet 8' | SV: Rørfløjte 8' Viola di gamba 8' Celeste 8' Principal 4' Rørfløjte 4' Gemshorn 2' Oktav 1' Mixtur III Ranket 16' Obo 8' | RP: Gedakt 8' Quintatøn 8' Principal 4' Kobbelfløjte 4' Waldfløjte 2' Quint 1 1/3' Sesquialtera II Scharf III Krumhorn 8' | Subbas 16' Quintatøn 16' Principal 8' Hulfløjte 8' Oktav 4' Nathorn 2' Mixtur III Fagot 16' Trompet 8' Skalmeje 4' |
| --- | --- | --- | --- |

Omfang: C-g3, C-f1 / Normalkopler / Tremulanter for RP og BV / Svelle for SV / Mekanisk traktur / elektrisk registratur / sløjfevindlader
Orglets disposition er først og fremmest inspireret af tysk barok.
Kirken har et aktivt kirkeliv og mange koncerter. En del af aktiviteterne foregår i sognegården. Den nye tilbygning fra 2001 kobler sig på den eksisterende sognegård, som ligger i forlængelse af kirken ved Kirkepladsen.
Den nye sognegård er tegnet af arkitekterne Juul og Frost og blev indviet i 2001.

## Galleri
- Sorgenfri Kirke
- Sorgenfri Kirke
- Sorgenfri Kirke
- Mosaikvindue, Jens Urup
- Mosaikvindue, Jens Urup
- Mosaikvindue, Jens Urup

## Eksterne kilder og henvisninger
- Kirkens hjemmeside
- www.danmarks-kirker
- kirkearkitektur.dk

- KortTilKirken.dk